# ميس شوكي
ميس شوكي (الاسم العلمي:Celtis spinosa) هو نوع من النباتات يتبع جنس الميس من الفصيلة القنبية.